# 目撃証人
目撃証人（もくげきしょうにん、原題：Taking the Heat）は、1993年のアメリカ合衆国のサスペンス映画。テレビ映画として製作された。殺人事件に遭遇した男と女性警官がマフィアの襲撃をかいくぐりながら裁判に向かうまでを描く。

## あらすじ
クリスマスイヴのニューヨーク。注文したスキー板を受け取りにスポーツ用品店へ向かったマイケルは、店長がギャングのボス、トミーにゴルフクラブで頭を強打され殺される現場を目撃する。すかさず警察へ通報したマイケルの元に警官のキャロラインが訪れて事情聴取を行うが、バーモントでのスキーの予定をキャンセルしたくなかったマイケルは彼女を適当にあしらって家へ帰ってしまった。
6か月後、地方検事レオンはマイケルが殺人事件の重要な証人であることを突き止めたが、その情報がトミーに漏洩してしまう。キャロラインはマイケルを証言台へ立たせるまでの間の護衛を頼まれ、渋々引き受けるが、ギャングの差し向けた殺し屋が二人を追いかけていた。

## キャスト
- マイケル：トニー・ゴールドウィン（宮本充）
- キャロライン・ハンター：リン・ウィットフィールド
- トミー・カナード：アラン・アーキン（糸博）
- 判事：ピーター・ボイル（小島敏彦）
- ケプラー：ジョージ・シーガル（仲野裕）
- ハドレー：ウィル・パットン
- ルー・バレンタイン：ジョー・グリファシ
- ホフマン：フィリップ・ウィリアムズ（小島敏彦）